# ريتشارد كوش
ريتشارد كوش (بالإنجليزية: Richard Koch)‏ هو كاتب بريطاني، ولد في 28 يوليو 1950 في لندن في المملكة المتحدة.